# Habenaria pterocarpa
Habenaria pterocarpa är en orkidéart som beskrevs av George Henry Kendrick Thwaites. Habenaria pterocarpa ingår i släktet Habenaria och familjen orkidéer.
Artens utbredningsområde är Sri Lanka. Inga underarter finns listade i Catalogue of Life.